# Unteres Taubertal
Das FFH-Gebiet Unteres Taubertal ist ein 2005 vom Regierungspräsidium Stuttgart nach der Richtlinie 92/43/EWG (Fauna-Flora-Habitat-Richtlinie) angemeldetes Schutzgebiet (Schutzgebietskennung DE-6223-311) im Main-Tauber-Kreis im fränkisch geprägten Nordosten Baden-Württembergs. Das FFH-Gebiet ist Bestandteil des europäischen Schutzgebietsnetzes Natura 2000. Mit Verordnung des Regierungspräsidiums Stuttgart zur Festlegung der Gebiete von gemeinschaftlicher Bedeutung vom 30. Oktober 2018 (in Kraft getreten am 11. Januar 2019), wurde das Schutzgebiet ausgewiesen. 

## Beschreibung
Das FFH-Gebiet umfasst den Main bei Wertheim sowie die Tauber von Niklashausen bis zu deren Mündung (bei Wertheim in den Main) mit strukturreichem Tal und bewaldeten Hängen, Bergkuppen im Unteren Muschelkalk bei Dertingen mit Magerrasenresten und Wacholderheiden, bei Dietenhan Steinbruch im Buntsandstein sowie eine Kalktuffquelle.

## Schutzzweck
Folgende Lebensraumtypen nach Anhang I der FFH-Richtlinie kommen im Gebiet vor:
- Kalktuffquellen
- Kalk-(Halb-)Trockenrasen und ihre Verbuschungsstadien (* orchideenreiche Bestände)
- Feuchte Hochstaudenfluren
- Magere Flachland-Mähwiesen
- Kalkfelsen mit Felsspaltenvegetation
- Schlucht- und Hangmischwälder
- Erlen-Eschen- und Weichholzauenwälder
- Labkraut-Eichen-Hainbuchenwälder
- Silikatfelsen mit Felsspaltenvegetation
- Hainsimsen-Buchenwälder
- Waldmeister-Buchenwälder
- Orchideen-Kalk-Buchenwälder
- Wacholderbestände auf Zwergstrauchheiden oder Kalkrasen
- Basenreiche oder Kalk-Pionierrasen
- Fließgewässer mit flutender Wasservegetation
- Natürliche und naturnahe nährstoffreiche Stillgewässer mit Laichkraut- oder Froschbiss-Gesellschaften